# Acacia verticillata
Acacia verticillata là một loài thực vật có hoa trong họ Đậu. Loài này được (L'Her.) Willd. miêu tả khoa học đầu tiên.

## Hình ảnh

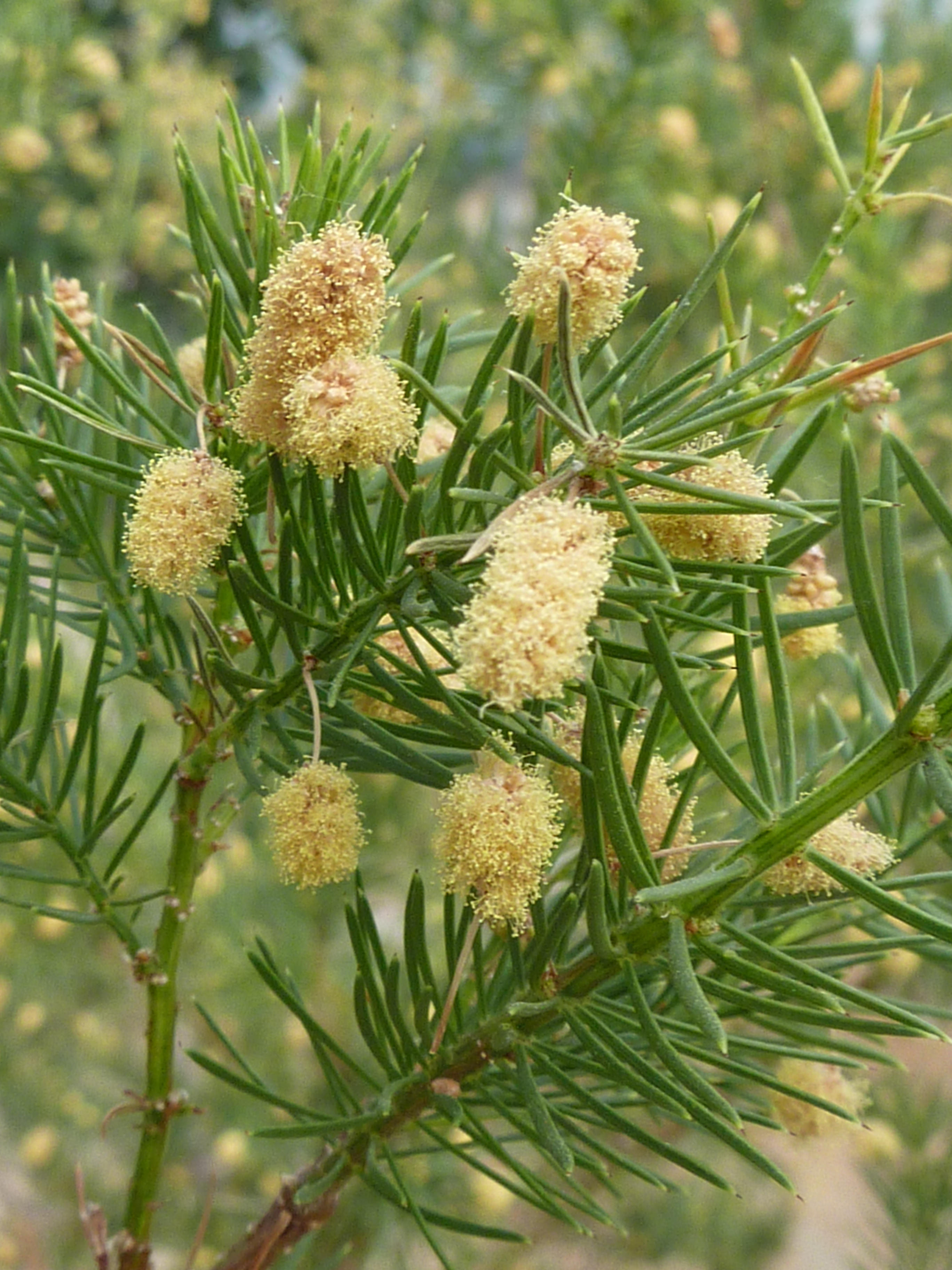
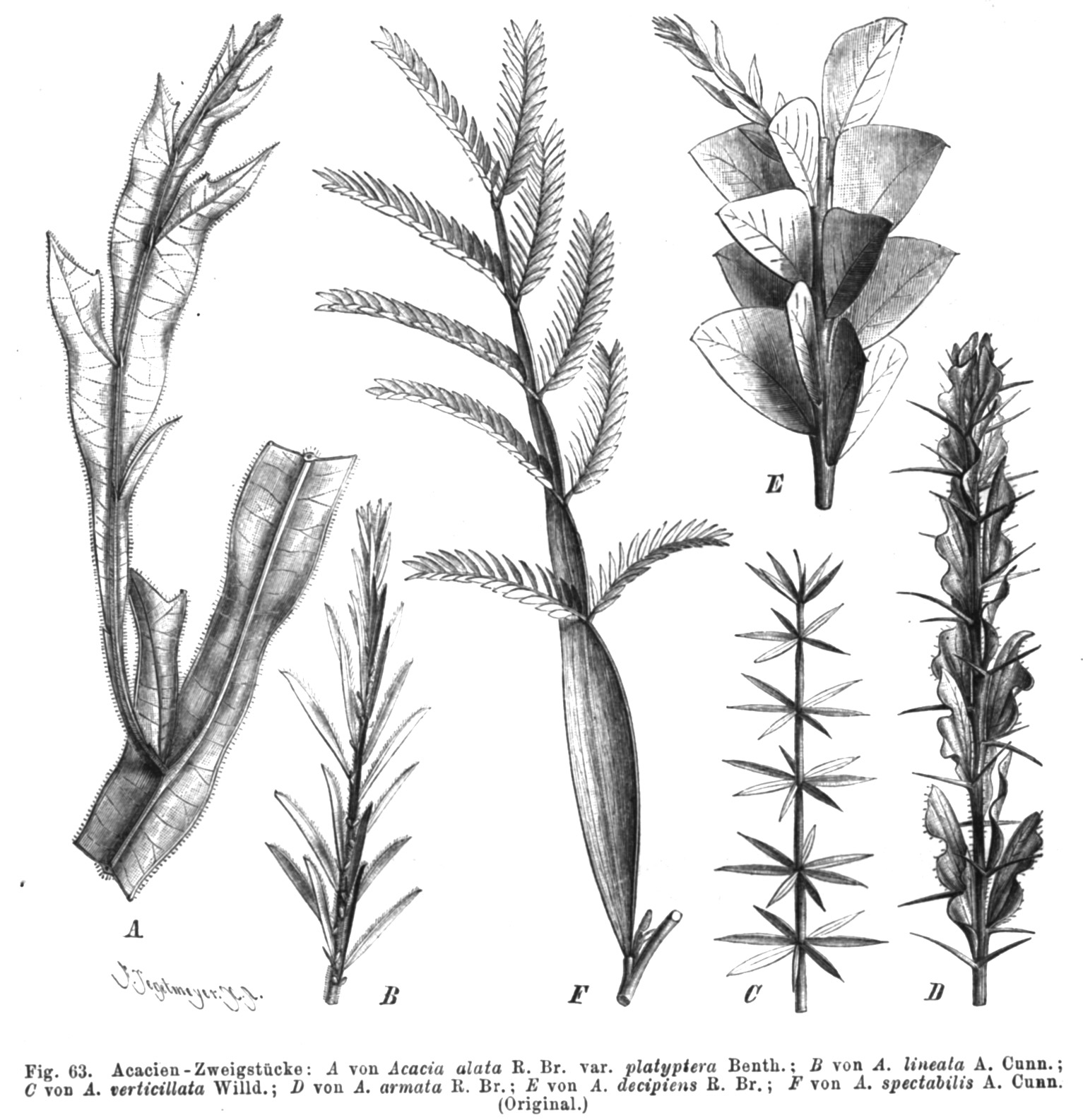
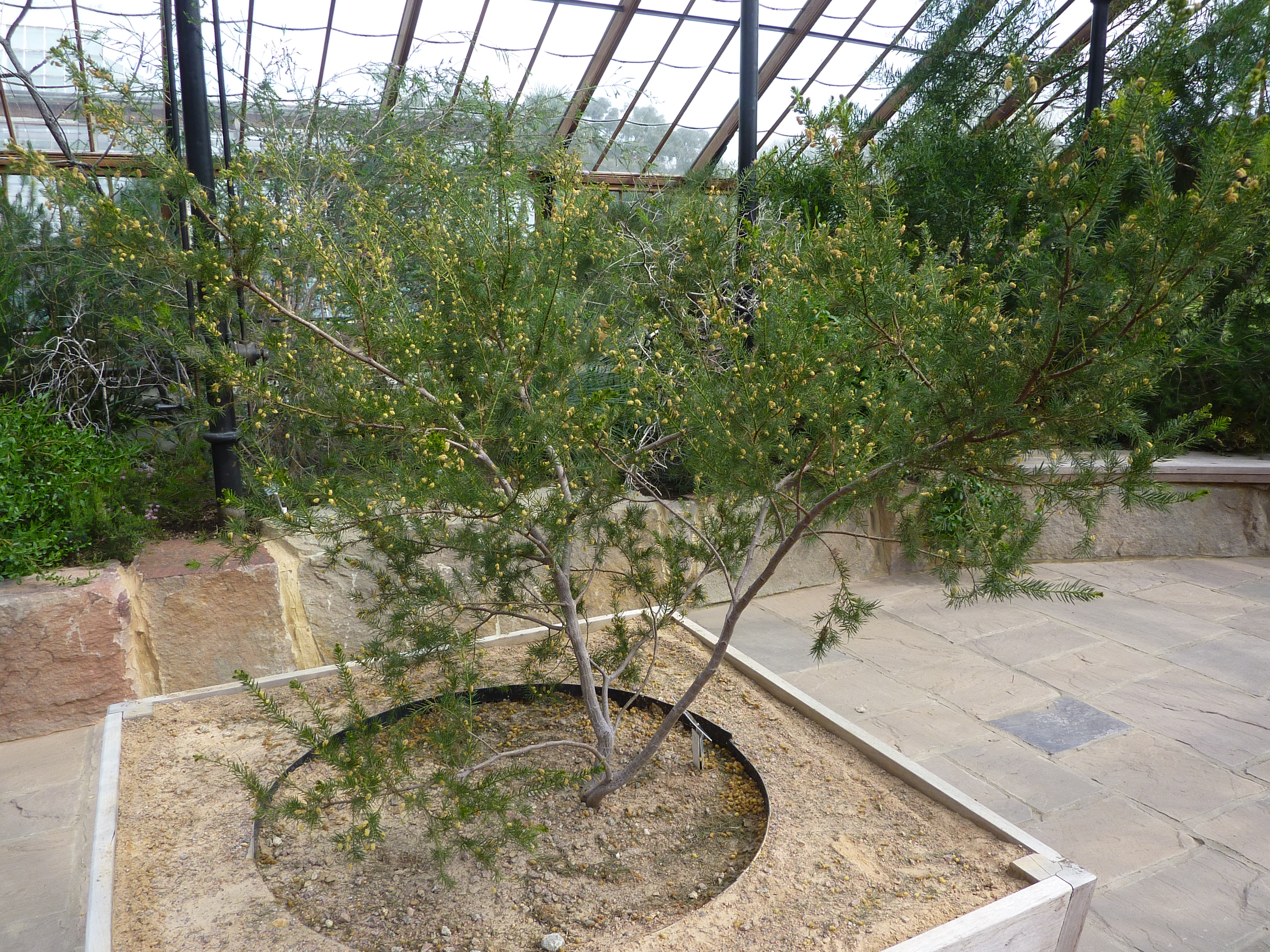
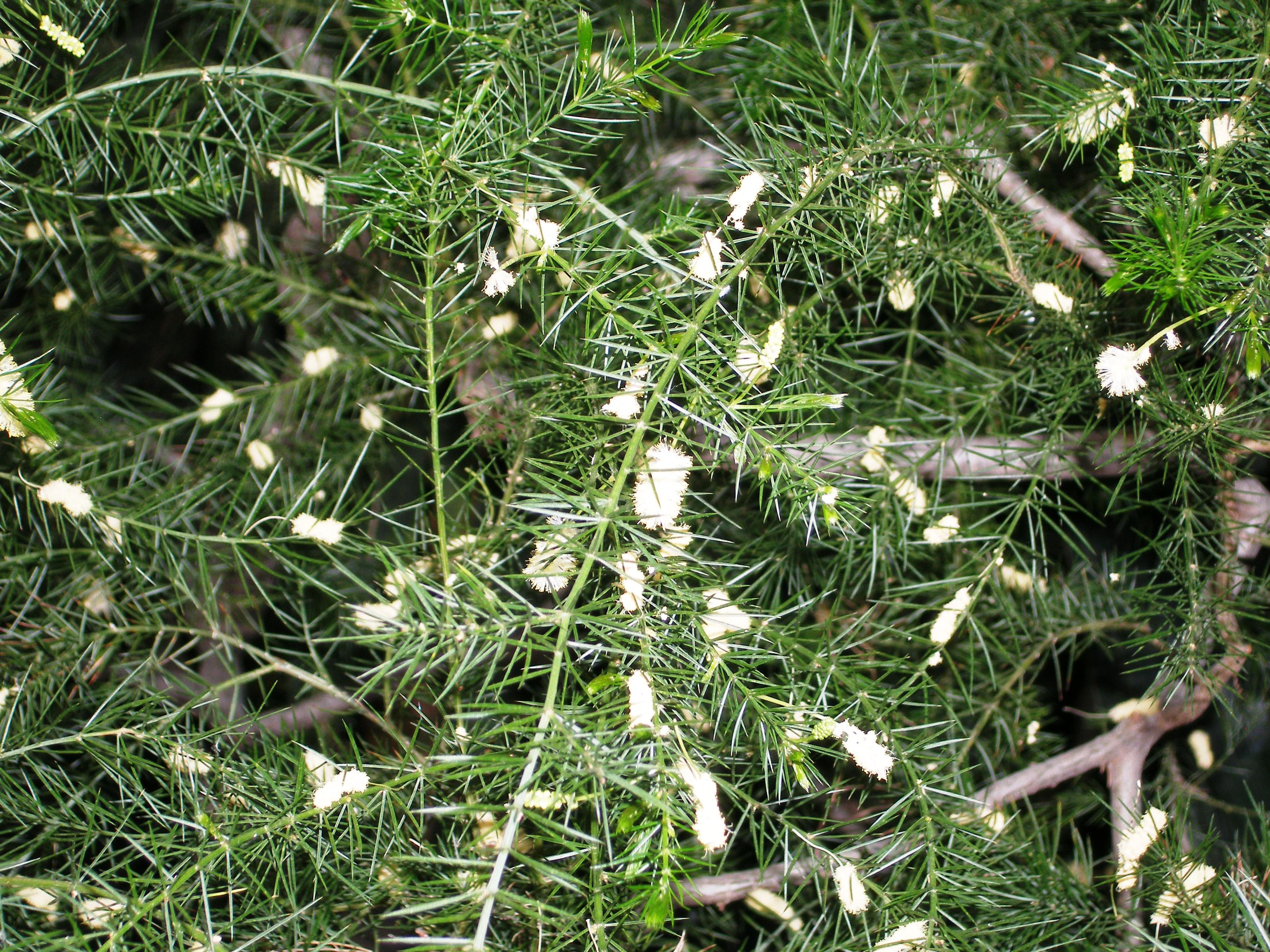